# James Hinchcliffe

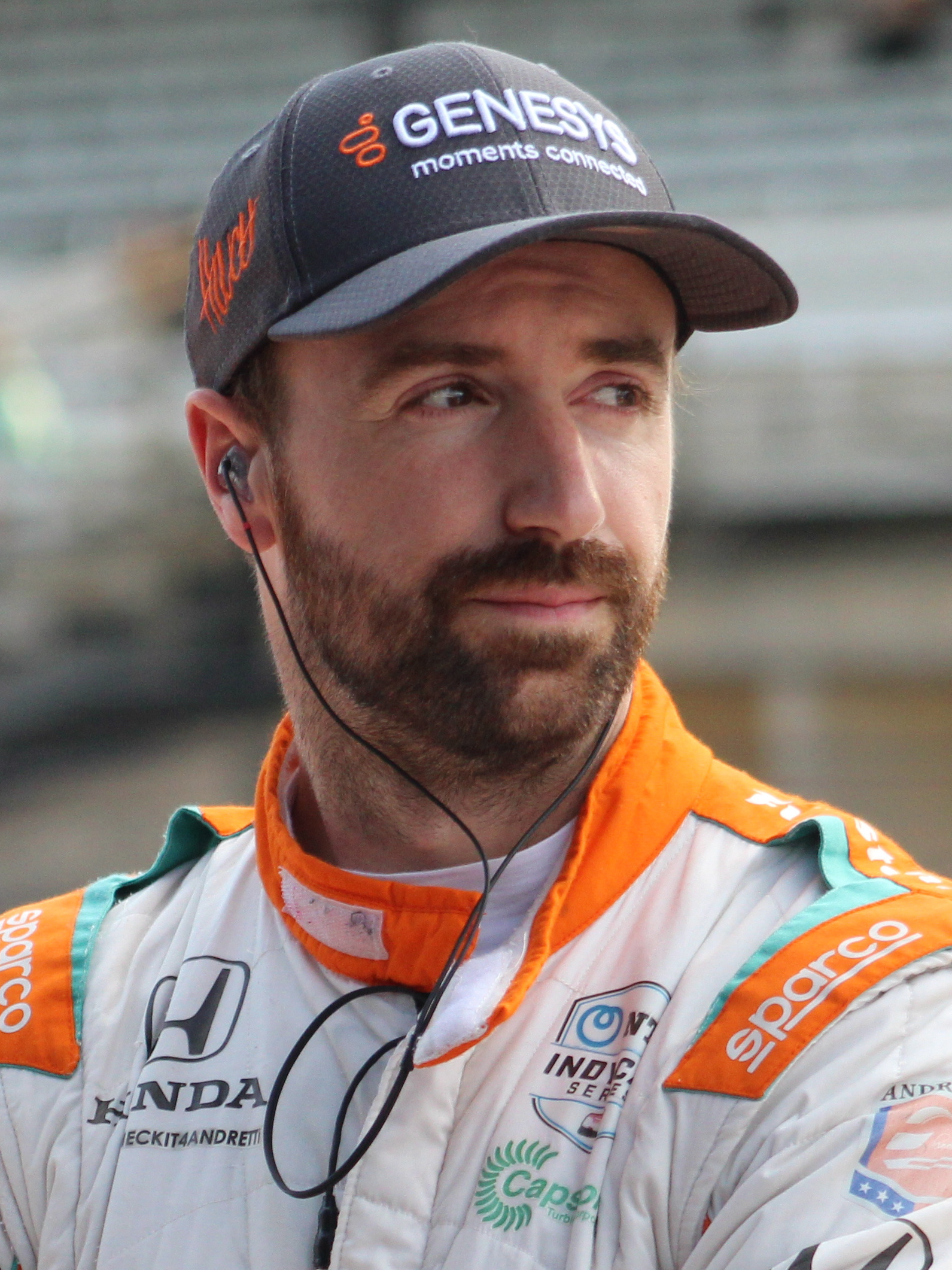
Hinchcliffe in 2021

James Hinchcliffe (Oakville, Ontario, 5 december 1986) is een Canadees autocoureur. Hij stapte in 2011 over van de Indy Lights naar de IndyCar Series. Anno 2023 is Hinchcliffe televisiecommentator bij Formule 1-wedstrijden.

## A1GP
In het seizoen 2006-2007 kwam hij aan bij A1 Team Canada in de A1GP. Hij finishte als 8e in de sprintrace en 13e in de hoofdrace in zijn eerste race op Circuit Park Zandvoort, waarna hij een goed weekend had op Automotodrom Brno. In de sprintrace werd hij 2e en leidde het grootste deel van de hoofdrace, maar botste met latere winnaar Alex Yoong en werd 5e. Op het Beijing International Streetcircuit werd hij 4e in de sprintrace en 10e in de hoofdrace, die gewonnen had kunnen worden, maar een fout in de pitstopstrategie verhinderde dit. Na twee races keerde hij weer terug en werd in Nieuw-Zeeland 6e in beide races.
'Hinch' reed in 2007 in de Champ Car Atlantic met het team Sierra Sierra. Hij finishte als 4e in het kampioenschap zonder overwinning. Tijdens het seizoen was hij een gastcommentator voor de echte Champ Car races. In 2008 reed hij opnieuw in de Champ Car Atlantic, wat hernoemd was naar het Atlantic Championship voor het team Forsythe Racing en finishte opnieuw als 4e met een overwinning in de tweede race op Laguna Seca.

### Firestone Indy Lights
In 2009 reed Hinchcliffe in de Indy Lights voor Sam Schmidt Motorsports in auto nr. 7. Hinchcliffe worstelde met de standaard afstelling van de auto nr. 7 en werd 5de in de eindstand van het seizoen zonder ook maar één race of polepositie te bemachtigen. In 2010 reed hij voor het niet zo historisch succesvolle Team Moore Racing in auto nr. 2. Hinchcliffe pakte drie overwinningen en vijf podiumplaatsen in dit jaar en werd 2e in de eindstand achter rookie Jean Karl Vernay die in auto nr. 7 van Schmidt reed.
Hinchcliffe diende ook als rijdersanalist voor de Indianapolis Motor Speedway Radio Network voor de Indy 500 van 2010 toen de reguliere rijdersanalist Davey Hamilton deelnam aan deze race.

### IndyCar Series
Op april 2011 tekende Hinchcliffe bij Newman/Haas Racing een contract om deel te nemen in het seizoen 2011 van de Indycar Series. Hij maakte zijn debuut op Barber Motorsports Park⁣, maar slaagde er niet in om te finishen na een botsing met E. J. Viso. In zijn tweede race behaalde hij een top 5 finish door vierde te finishen op het Stratencircuit Long Beach. Hinchcliffe daarna pakte hij nog meer punten door top 10 te finishen op het Stratencircuit van São Paulo in Brazilië. Hij werd hier 9de.
James startte 13de in zijn eerste Indianapolis 500. Hinchcliffe reed vooraan in de beginfase van de wedstrijd, maar crashte in ronde 101 en eindigde op de 29e plaats.
Na de Indy 500 was het volgende evenement de Firestone Twin 275s in Texas. 'Hinch' worstelde in beide races en finishte respectievelijk 20ste en 19de. Hinchcliffe werkte zich terug naar de top met een 6de plaats op de Milwaukee Mile, dit was zijn tweede top tien finish van het seizoen. Hinchcliffe bleef de rest van het seizoen erg sterk rijden, daardoor pakte hij de prijs van Rookie van het jaar net voor J.R. Hildebrand. Hoewel, Newman/Haas aankondigde niet meer te gaan deelnemen aan het seizoen in 2012. Hiermee was Hinchcliffe van zijn contract af maar wel zonder team voor 2012. Op 10 januari 2012 werd aangekondigd dat Hinchcliffe Danica Patrick gaat vervangen als de rijder van de GoDaddy auto met nummer 27 (Andretti Autosport), dit is hetzelfde nummer waarmee Canadese coureurs Gilles Villeneuve en Jacques Villeneuve raceten in de Amerikaanse autosport .

## A1GP-resultaten
Races in vet geven poleposities aan, cursief gezette races geven de snelste ronden aan.
| Jaar    | Inschrijving   | 1          | 2          | 3          | 4          | 5         | 6          | 7       | 8       | 9       | 10      | 11        | 12        | 13         | 14         | 15         | 16         | 17         | 18         | 19         | 20         | 21      | 22      | Rang | Punten |
| ------- | -------------- | ---------- | ---------- | ---------- | ---------- | --------- | ---------- | ------- | ------- | ------- | ------- | --------- | --------- | ---------- | ---------- | ---------- | ---------- | ---------- | ---------- | ---------- | ---------- | ------- | ------- | ---- | ------ |
| 2006-07 | A1 Team Canada | NED SPR 8  | NED FEA 13 | CZE SPR 2  | CZE FEA 5  | BEI SPR 4 | BEI FEA 10 | MAL SPR | MAL FEA | IND SPR | IND FEA | NZL SPR 6 | NZL FEA 6 | AUS SPR 13 | AUS FEA NF | RSA SPR 13 | RSA FEA NF | MEX SPR 13 | MEX FEA 15 | SHA SPR    | SHA FEA    | GBR SPR | GBR FEA | 11   | 33     |
| 2007-08 | A1 Team Canada | NED SPR 19 | NED FEA 18 | CZE SPR 12 | CZE FEA 11 | MAL SPR   | MAL FEA    | ZHU SPR | ZHU FEA | NZL SPR | NZL FEA | AUS SPR   | AUS FEA   | RSA SPR    | RSA FEA    | MEX SPR    | MEX FEA    | SHA SPR    | SHA FEA    | GBR SPR 15 | GBR FEA 17 |         |         | 9    | 75     |

### American open-wheelrace-resultaten

#### ChampCar Atlantic
| Jaar | Team                      | 1      | 2     | 3      | 4      | 5       | 6       | 7      | 8       | 9       | 10     | 11      | 12      | Pos | Punten |
| ---- | ------------------------- | ------ | ----- | ------ | ------ | ------- | ------- | ------ | ------- | ------- | ------ | ------- | ------- | --- | ------ |
| 2006 | Forsythe Racing           | LBH 3  | HOU 4 | MTY 16 | POR 1  | CLE1 17 | CLE2 19 | TOR 6  | EDM Ret | SJO Ret | DEN 7  | MTL 3   | ROA Ret | 10  | 160    |
| 2007 | Sierra Sierra Enterprises | LVG 4  | LBH 7 | HOU 3  | POR1 2 | POR2 2  | CLE 6   | MTT 3  | TOR Ret | EDM1 3  | EDM2 9 | SJO Ret | ROA 14  | 4   | 224    |
| 2008 | Forsythe Racing           | LBH 10 | LS 1  | MTT 4  | EDM1 3 | EDM2 3  | ROA1 5  | ROA2 8 | TRR Ret | NJ 16   | UTA 10 | ATL 3   |         | 4   | 196    |

#### Indy Lights
| Jaar | Team                    | 1      | 2      | 3     | 4      | 5       | 6     | 7      | 8      | 9     | 10    | 11    | 12    | 13    | 14     | 15     | Pos | Punten |
| ---- | ----------------------- | ------ | ------ | ----- | ------ | ------- | ----- | ------ | ------ | ----- | ----- | ----- | ----- | ----- | ------ | ------ | --- | ------ |
| 2009 | Sam Schmidt Motorsports | STP1 6 | STP2 3 | LBH 3 | KAN 12 | INDY 16 | MIL 7 | IOW 3  | WGL 21 | TOR 3 | EDM 4 | KTY 7 | MDO 2 | SNM 6 | CHI 12 | HMS 14 | 5   | 395    |
| 2010 | Team Moore Racing       | STP 15 | ALA 5  | LBH 1 | INDY 3 | IOW 5   | WGL 2 | TOR 10 | EDM 1  | MDO 7 | SNM 3 | CHI 1 | KTY 2 | HMS 2 |        |        | 2   | 471    |

#### IndyCar Series
| Jaar | Team               | 1     | 2      | 3     | 4     | 5       | 6       | 7       | 8     | 9      | 10     | 11     | 12     | 13     | 14     | 15     | 16     | 17    | 18     | Pos | Punten |
| ---- | ------------------ | ----- | ------ | ----- | ----- | ------- | ------- | ------- | ----- | ------ | ------ | ------ | ------ | ------ | ------ | ------ | ------ | ----- | ------ | --- | ------ |
| 2011 | Newman/Haas Racing | STP   | ALA 24 | LBH 4 | SAO 9 | INDY 29 | TXS1 20 | TXS2 19 | MIL 6 | IOW 9  | TOR 14 | EDM 15 | MDO 20 | NHM 4  | SNM 7  | BAL 24 | MOT 15 | KTY 4 | LVS1 C | 12  | 302    |
| 2012 | Andretti Autosport | STP 4 | ALA 6  | LBH 3 | SAO 6 | INDY 6  | DET 21  | TXS 4   | MIL 3 | IOW 17 | TOR 22 | EDM 12 | MDO 5  | SNM 26 | BAL 15 | FON 13 |        |       |        | 8   | 358    |

1 De Las Vegas Indy 300 werd beëindigd vanwege een crash in ronde 11 waarbij 15 auto's waren betrokken en waarbij Dan Wheldon overleed aan zijn verwondingen.
| Jaar | Teams | Races | Poles | Overwinningen | Podiums (geen-overwinning)** | Top 10 (geen-podium)*** | Indianapolis 500 overwinningen | Kampioenschappen |
| ---- | ----- | ----- | ----- | ------------- | ---------------------------- | ----------------------- | ------------------------------ | ---------------- |
| 2    | 2     | 31    | 0     | 0             | 2                            | 13                      | 0                              | 0                |

** Podium (geen-overwinning) geeft 2de en 3de plaatsen aan
*** Top 10 finish (geen-podium) geeft een 4de tot 10de plaats aan.

#### Indianapolis 500
| Jaar | Chassis | Motor     | Start | Finish | Team               |
| ---- | ------- | --------- | ----- | ------ | ------------------ |
| 2011 | Dallara | Honda     | 13    | 29     | Newman/Haas Racing |
| 2012 | Dallara | Chevrolet | 2     | 6      | Andretti Autosport |
| 2013 | Dallara | Chevrolet | 9     | 21     | Andretti Autosport |